# Limbă VOS
În tipologia lingvistică, o limbă verb-obiect-subiect sau verb-obiect-agent, care este în mod obișnuit abreviată VOS, este una în care majoritatea propozițiilor își aranjează elementele în această ordine. Cu alte cuvinte, verbul sau predicatul este mereu primul, urmând complementul iar apoi subiectul. Dacă limba română ar fi o limbă cu topică VOS (ceea ce nu este), un exemplu ar fi „Mănâncă mere Ion”. Această ordine relativ rară a cuvintelor reprezintă doar 3% din limbile lumii. Este a patra cea mai folosită topică a propoziției dintre cele șase posibile. Este o permutare mai comună decât OVS și OSV, dar este semnificativ mai rară decât SOV (ca în hindi și japoneză), SVO (ca în română) și VSO (ca în filipineză și irlandeză).

## Categorizare
| Ordine                                             | Exemplu              | Incidență | Incidență | Limbi |
| -------------------------------------------------- | -------------------- | --------- | --------- | --- |
| SOV                                                | „Ion mere a mâncat.” | 45%       | 45        | Abazină, abhază, akkadiană, amharică, armeană, avară, aimara, azeră, bască, bengaleză, birmană, elamită, greacă veche, hitită, hindustană, japoneză, coreeană, kurdă, latină, malayalam, manchu, mongolă, navajo, nepaleză, pali, paștună, persană, sanscrită, tamilă, telugu, tibetană, turcă, quechua |
| SVO                                                | „Ion a mâncat mere.” | 42%       | 42        | Arabă (varietățile moderne), chineză, ebraică, indoneziană, majoritatea limbilor europene, swahili, thailandeză, vietnameză |
| VSO                                                | „A mâncat Ion mere.” | 9%        | 9         | Arabă (clasică și modernă standard), limbile berbere, ebraică biblică, limbile celtice, filipineză, gî'îz, limbile polineziene |
| VOS                                                | „A mâncat mere Ion.” | 3%        | 3         | Malgașă, limbile mayașe, Terêna, Qʼeqchi' |
| OVS                                                | „Mere a mâncat Ion.” | 1%        | 1         | Äiwoo, Hixkaryana, Urarina |
| OSV                                                | „Mere Ion a mâncat.” | 0,3%      | 0.3       | Tobati, Warao, Haida |
| Distribuție raportată de Russell S. Tomlin în 1986 |                      |           |           | |

### Caracteristici ale tipologiei
Ordinea cuvintelor VOS este considerată o ordine care dă prioritate verbului în propoziție, ca și VSO. Foarte puține limbi au o ordine fixă a cuvintelor VOS, mai ales în familiile de limbi austroneziene și mayașe. Multe limbi cu verbul în poziția inițială prezintă o ordine flexibilă a cuvintelor (cum ar fi St'át'imcets, Chamorro și Tonga), alternând între VOS și VSO. VOS și VSO sunt de obicei clasificate ca fiind verb-inițial deoarece au multe proprietăți similare, cum ar fi absența verbului „a avea” și gramatica predicatelor-inițiale.
Deși nu sunt la fel de universale, multe limbi cu prioritate pentru verb au și structuri ergative. De exemplu, majoritatea limbilor mayașe au o structură ergativ-absolutivă de acord al verbelor, iar unele limbi austroneziene au un sistem ergativ-absolutiv de marcare a cazului (vezi diateză simetrică).